# Emily Atack

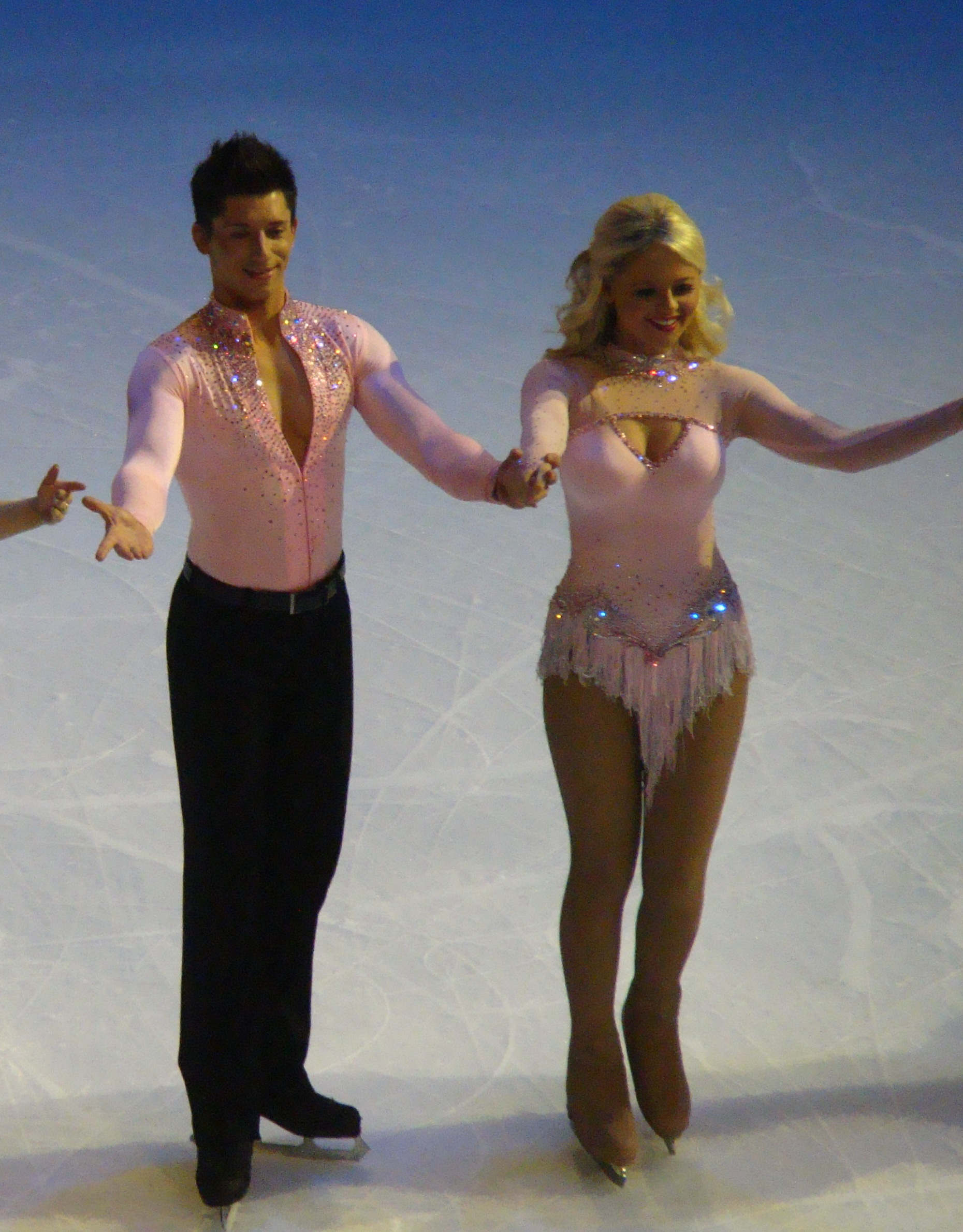
Emily Atack

Emily Jane Atack (* 18. Dezember 1989 in Luton, Bedfordshire, England) ist eine britische Schauspielerin, die vor allem durch ihre Rolle in der Sitcom The Inbetweeners bekannt wurde.

## Leben
Emily Atack ist die Tochter der Schauspielerin Kate Robbins und des Musikers Keith Atack. Ihre Großmutter ist eine Cousine von Paul McCartney.
Im Frühjahr 2010 nahm Atack an der britischen Ausgabe der Fernsehshow Dancing on Ice teil.
Ihren ersten Fernsehauftritt hatte Atack 2007 in der Fernsehserie Blue Murder. Danach folgte ein Auftritt in Heartbeat. Von 2008 bis 2010 spielte sie die Rolle der Charlotte Hinchcliffe in der Serie The Inbetweeners.
Im Frühjahr 2013 wurde sie von der Zeitschrift FHM auf Platz 35 der Sexiest Women 2013 gewählt.

## Filmografie (Auswahl)
- 2007: Blue Murder (Fernsehserie, eine Folge)
- 2008: Heartbeat (Fernsehserie, eine Folge)
- 2008–2010: The Inbetweeners (Fernsehserie, sechs Folgen)
- 2010: Little Crackers (Fernsehserie, eine Folge)
- 2012: Me and Mrs Jones (Fernsehserie, eine Folge)
- 2012: Outside Bet
- 2014: Kein Sex mehr vor der Ehe! (Almost Married)
- 2015: Bunker – Es gibt kein Entkommen (The Hoarder)
- 2016: Dad’s Army
- 2016: Ibiza Undead
- 2017: Lost in Florence
- 2017: Lies We Tell
- 2017: The Keith and Paddy Picture Show (Fernsehserie, eine Folge)
- 2017: Father Brown (Fernsehserie, eine Folge)
- 2018: Songbird
- 2018: Ein Mops zum Verlieben (Patrick)
- 2019: Iron Sky: The Coming Race
- 2019: Urban Myths (Fernsehserie, eine Folge)
- 2019–2020: Almost Never (Fernsehserie, 20 Folgen)
- 2020: The Understudy
- 2020: The Emily Atack Show (Fernsehserie, sechs Folgen)
- 2022: Dark Cloud
- 2024: Rivals (Fernsehserie)